# Giuseppe Rosaroll
Giuseppe Maria Rosaroll-Scorza (Napoli, 16 settembre 1775 – Nauplia, 2 dicembre 1825) è stato un generale, patriota e saggista italiano, generale dell'esercito delle Due Sicilie, caduto in combattimento mentre lottava per la libertà della Grecia, e padre del patriota Cesare Rosaroll. È considerato un maestro della Scuola italiana di scherma.

## Biografia
Nato da famiglia di origine svizzera, iniziò la carriera militare come cadetto nell'esercito napoletano nel 1793. Nel 1799 aderì alla Repubblica Napoletana e fu nominato capitano. Catturato dai sanfedisti a Castel Nuovo e condannato a morte, riuscì a fuggire riparando in Francia.
Rientrò in Italia con Napoleone Bonaparte nelle file della Legione italiana; combatté a Marengo, entrando poi nell'esercito della Repubblica Cisalpina. A Milano scrisse un famoso trattato sull'arte della scherma. Tornò quindi a Napoli col generale Massena nel 1806. Per la sua coraggiosa condotta nella campagna di Sicilia del 1811 con Gioacchino Murat, nel 1812 conseguì il grado di maresciallo di campo e fu creato barone. Partecipò poi con Gioacchino Murat alla Campagna di Russia.
Dopo la Restaurazione (1815), ebbe da Ferdinando di Borbone il comando di una brigata e poi della I divisione di Messina. In questo periodo scrisse numerosi trattati di tecnica militare. Come comandante della piazza di Messina nel marzo 1821, secondo il giudizio del Colletta "vago di libertà e per natura immaginoso ed estremo", tentò di organizzare le forze militari borboniche di stanza in Sicilia e in Calabria per un'estrema resistenza alle truppe austriache entrate nel Regno per reprimere la rivolta costituzionale del 1820. Costretto a fuggire, e condannato a morte in contumacia (sentenza del 27 febbraio 1823), si rifugiò in Spagna dove combatté nelle file dei costituzionali (1822-23). Quando, nella primavera del 1823, la rivoluzione spagnola fu soffocata dall'esercito francese, Giuseppe Rosaroll si recò dapprima in Inghilterra e poi in Grecia, per aiutare i Greci nella lotta per l'indipendenza. Morì in combattimento come soldato semplice, prima di aver ottenuto un comando nell'esercito rivoluzionario greco.
Anche suo figlio Cesare morirà combattendo per la libertà, a Venezia, nel 1849.

## Opere
- Giuseppe Rosaroll Scorza, La scienza della scherma esposta dai due amici il barone Rosaroll Scorza commendatore dell'ordine reale delle Due Sicilie, maresciallo di campo ecc. e Pietro Grisetti capo di battaglione del I.mo reggimento dell'artiglieria. Napoli: nella Stamperia Reale, 1814
- Giuseppe Rosaroll Scorza, Scherma della bajonetta astata. Del barone Rosaroll Scorza, commendatore dell'ordine reale delle Due Sicilie, maresciallo di campo ecc.. Napoli: dalla stamperie de' fratelli Fernandes, strada ponte di Tappia, n. 18, 1818
- Giuseppe Rosaroll Scorza, Scherma della bajonetta astata, del barone Rosaroll Scorza. Napoli: stamperia fratelli Fernandes, 1818